# Интеркосмос-2
«Интеркосмос-2» (заводское обозначение ДС-У1-ИК-1) — советский космический аппарат, второй в серии спутников, построенных и запущенных по программе международных научных исследований «Интеркосмос» и первый в этой серии, предназначенный для исследований земной ионосферы. Спутник был построен на платформе ДС-У1, не имевшей солнечных батарей и предназначенной для непродолжительных полётов. Отказ от использования на спутнике солнечных батарей был связан с тем, что их токи могли влиять на окружающую ионосферную плазму и искажать результаты измерений. В ходе полёта «Интеркосмоса-2» проводилось изучение процессов в верхней атмосфере и ионосфере Земли, впервые была обнаружена ионосферная аномалия на высоте около 1000 км.

## Конструкция
Спутник «Интеркосмос-2» был построен на платформе ДС-У1, созданной в ОКБ-586 (впоследствии — «КБ Южное»). Спутник массой 288 кг представлял собой герметичный цилиндр c двумя полусферическими крышками, В средней цилиндрической части размещались служебные системы спутника: система терморегуляции, радиотехнический комплекс, в состав которого входила система телеметрии, и другие. В задней части аппарата находилась система энергоснабжения с сухозаряженными  серебряно-цинковыми аккумуляторами ёмкостью 13 кВт*ч. В передней части располагалось научное оборудование. Датчики научной аппаратуры были вынесены на штангах длиной до 50 см, размещённых в центральной части корпуса.

## Полезная нагрузка
Научная аппаратура «Интеркосмоса-2» была разработана и создана научными учреждениями и организациями НРБ, ГДР, СССР и ЧССР. В её состав входили:
- две сферических ионных ловушки для исследования концентрации положительных ионов;
- два цилиндрических зонда Ленгмюра для исследования концентрации и температуры электронов ионосферной плазмы;
- зонд для измерения и исследования распределения электронной температуры;
- двухчастотный когерентный передатчик «Маяк» для измерения интегральной электронной концентрации между спутником и наземными радиоприёмными пунктами.

Зонды и ловушки были созданы в РТИ АН СССР по совместным техническим заданиям, подготовленным учёными НРБ, ГДР, СССР и ЧССР. Передатчик «Маяк» создавался в берлинском институте Генриха Герца, а антенно-фидерная система для него — в СССР.

## Научная программа
Запуск «Интеркосмоса-2» был осуществлён 25 декабря 1969 года с полигона Капустин Яр ракетой-носителем Космос-2 (11К63). Спутник выведен на околоземную орбиту с апогеем 1178 км, перигеем 200 км, наклонением 48,5° и периодом обращения 98,5 мин. В международном каталоге COSPAR спутник получил идентификатор 1969-110A.
Спутник «Интеркосмос-2» работал на орбите до 12 февраля 1970 года. В ходе его полёта получены следующие научные результаты:
- собраны данные о глобальных распределениях концентраций и температурах электронов;
- измерены концентрации положительных ионов;
- впервые обнаружена ночная ионосферная аномалия на высоте 1000 км;
- получены данные об интегральной электронной концентрации между спутником и наземными радиоприёмными пунктами, располагавшимися  на территории НРБ, ГДР, ПНР, СССР и ЧССР.

«Интеркосмос-2» вошёл в атмосферу Земли и прекратил своё существование 7 июня 1970 года